# Berry Bickle
Berry Bickle. (Bulawayo, Zimbabue, 1959) es una artista visual originaria de Zimbabue. Bickle estudió Bellas Artes en el Instituto de Tecnología de Durban y en la Universidad de Rhodes, de Sudáfrica. Actualmente, trabaja entre Zimbabue y Mozambique en el campo de la pintura, el dibujo, la instalación, la fotografía, el vídeo y la cerámica. Su obra se centra en las cuestiones de la teoría y la práctica del totalitarismo y el postcolonialismo. El trabajo de Bickle ha sido expuesto ampliamente tanto a nivel nacional como internacional, incluyendo las bienales de artes de Venecia (2011), Dakar (2006), Johannesburgo (1995) y La Habana (1994).